# Чёрный нал
«Чёрный нал» — термин из сферы бизнес-практики советского и постсоветского предпринимательства. Означает официально не учтённые в бухгалтерской отчётности предприятия наличные деньги, используемые для целей ведения хозяйственной деятельности предприятия. Близко связанные, хотя и не идентичные термины — «чёрная касса» и «чёрная бухгалтерия».
Использование чёрного нала вошло в практику советской повседневности ещё при Ленине, с самого начала советской государственности, широко распространилось в период НЭПа, в сталинский, хрущёвско-брежневский периоды, в «эпоху пышных похорон» и горбачёвский периоды советской истории, ещё более укрепилось в 1990-е годы, постепенно сокращалось в течение 2000-х годов, но вновь вернулось в бизнес-практики многих[каких?] компаний после кризиса 2008—2009 годов.
Использование неучтённой наличности является незаконным, и в зависимости от различных обстоятельств оно рассматривается либо в качестве правонарушения, либо в качестве преступления, связанных с неуплатой налогов.
Чёрный нал может быть получен как в результате обналички, так и в процессе ведения обычной хозяйственной деятельности предприятия путём проведения операций по приёму наличных средств в обмен на товары и услуги без их официального документального оформления. Подобные неучтённые операции как правило обходятся дешевле всем участникам сделки, так как предполагают неуплату налогов.
В связи с востребованностью для коррупционных целей, а также уклонения от налогов, чёрный нал в настоящее время стал своеобразным товаром, породившим существование бизнес-инфраструктуры обналички. Разница между стоимостью безналичных средств и стоимостью чёрного нала обычно составляет несколько процентов.
Встречный спрос на безналичные средства со стороны организованной преступности, которая расплачивается за них чёрным налом, обеспечивает существование инфраструктуры отмывания денег.